# Laura Fernández
Œuvres principales
- Connerland

Laura Fernández, née le 5 juillet 1981, est une romancière et nouvelliste espagnole.

## Œuvres

### Romans
- (es) La Chica zombie, 2014
- Connerland[1],[2],[3], Actes Sud, coll. « Exofictions », 2019 ((es) Connerland, 2016)

### Nouvelles
- (es) Aborrecer a Lester J. Murray, 2014
- (es) Acaso soy una especie de monstruo, señor Pallcker ?, 2016